# ناباروری

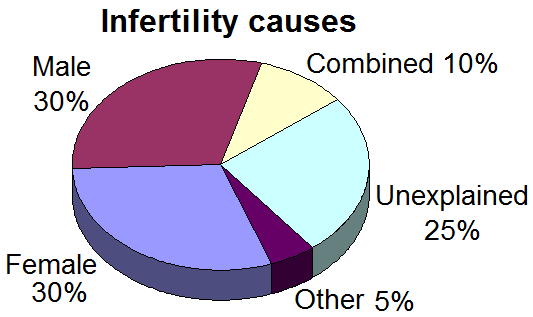
ناباروَری

ناباروَری (به انگلیسی: Infertility) به ناتوانی در تولید مثل گفته می‌شود که در بیشتر جانداران از جمله گیاهان و جانوران پیش می‌آید. سازمان بهداشت جهانی، ناباروری را یک بیماری سیستم تولید مثل می‌داند که به وسیله یِ ناکامی در رسیدن به حاملگی بالینی پس از ۱۲ ماه یا بیشتر آمیزش جنسی منظم بدون محافظت رخ می‌دهد.
ناباروری یکی از مشکلاتِ جفت‌ها هست. این مشکل در انسان‌ها و حتی جانوران وجود دارد. از هر ۶ زوج یک زوج مبتلا به مشکلات ناباروری هستند که اکثر آن‌ها بدون درمان صاحب فرزند می‌شوند.

## ناباروری در انسان
در پزشکی هرگاه زن و شوهری در سن باروری ۱۲ ماه پس از ازدواج علی‌رغم انجام فعالیت جنسی طبیعی و بدون استفاده از روش‌های پیشگیری، بچه‌دار نشوند یکی از زوجین دچار ناباروری است. ناباروری در انسان می‌تواند منشأ پدری مانند واریکوسل و آزواسپرمی داشته باشد یا منشأ مادری مانند سندرم ترنر، آژنزی تخمدان، سندرم آشرمن. البته باید توجه داشت که ناباروری به معنی عدم تولید گامت نیست بلکه عدم توان تولد نوزاد زنده را گویند مثلاً در مردان بیماری کم‌نطفگی می‌تواند علت باشد، یا پس از انجام وازکتومی فرد بالقوه اسپرم تولید می‌کند ولی در عمل نمی‌تواند بچه دار شود. مشابه این حالت در زنان نداشتن مادرزادی رحم و نیز پس از انجام عمل قطع لوله‌های فالوپ است.
بسیاری از زوج‌های مراجعه‌کننده به مراکز درمانی وقتی خود را نابارور می‌خوانند از تعریف دقیق ناباروری مطلع نیستند. پروسه باروری فرایندی است که به احتمالات زیادی متکی است و شما با عدم موفقیت برای باروری در چند ماه اول روابط جنسی نمی‌توانید خود را ناتوان در باروری بدانید. علاوه بر این عوامل مختلفی بر باروری مؤثر اند که ممکن است شما با رعایت نکردن آن‌ها تصور ناباروری داشته باشید.
احتمال باروری در شرایطی تعریف می‌شود که فرد کاملاً سالم باشد و تعادل هورمونی در بدن او کاملاً نرمال باشد. همچنین مرد بایستی از سلامت کامل برخوردار بوده و مشکلات حرکتی یا ساختاری در اسپرم مرد وجود نداشته باشد. همچنین بایستی رابطه جنسی در زمان تخمک‌گذاری انجام شده باشد و فاصله زیاد رابطه با زمان تخمک‌گذاری احتمال باروری را به شدت کاهش می‌دهد.

## شیوع ناباروری
میزان شیوع ناباروری در پژوهشهای مختلف بسیار بالا گزارش شده‌است. شیوع طول عمر ناباروری بین ۶/۶ درصد تا ۲۶/۴ درصد و میانگین شیوع یک ساله آن حدود ۹ درصد تخمین زده شده‌است و تنها در سال ۲۰۰۷، ۷۲/۴ میلیون نفر در جهان نابارور بودند. مطالعات در سال ۲۰۲۱ نشان می دهند که حدود۱۰ تا ۱۵ درصد از زوج هادر کشور های پیشرفته, پس از یک سال تلاش برای باردار شدن نمی توانند باردار شوند.اگرچه پژوهشهای مختلف نشان دادهاند که تقریباً یک سوم از موارد ناباروری به عواملی که بر زنان تأثیر می‌گذارند نسبت داده می‌شود؛ یک سوم به خاطر ناباروری مردان است و یک سوم به وسیله ترکیبی از مشکلات در هر دو فرد روی می‌دهد اما با وجود این، حداقل به دو دلیل زنان نابارور بیشتر تحت فشار قرار دارند. اولاً به نظر می‌رسد که در بیشتر جوامع و بهخصوص در جوامع در حال توسعه ناباروری بیشتر مشکلی زنانه انگاشته می‌شود. نکته دوم این است که بیشتر درمانهای پزشکی ناباروری، حتی وقتی بیماری مربوط به مرد است بر روی زنان انجام می‌گیرد و آنها در معرض انواع روشهای تهاجمی درمانی قرار می‌گیرند.
بر پایه پژوهش‌ها در ایران ۲۰ درصد زوج‌ها در طول زندگی خود ناباروری را تجربه می‌کنند. بر اساس این آمار نقش و علل مردانه بیش از ۶۰ درصد موارد را شامل می‌شود که این میزان از آمار جهانی بالاتر است.

## علل ناباروری
علل ناباروریِ بسیار متفاوت است و از علل عفونی مانند سل دستگاه تناسلی تا علل مادرزادی، داروها، ضربه و مشکلات غددی محتمل است.
بعضی از دلایل ناباروری در مردان عبارتند از: بیماری‌های دوران کودکی مثل جراحی‌هایی که اطراف بیضه انجام می‌شود، بالا بودن بیضه و بیماری واریکوسل (به عنوان شایع‌ترین عامل ناباروری که قابل درمان است)، اختلالات هورمونی به صورت اختلال در هورمون‌های هیپوفیز یا هورمون‌های جنسی مانند سندروم کالمن، رشد نامناسب بیضه‌ها، اختلالات ژنتیک مثل کوچک بودن بیضه، برخی عفونت‌های مزمن که در عملکرد بیضه اختلال ایجاد می‌کند مثلاً «سل» که لوله‌های انتقال دهنده اسپرم را از بین می‌برد، برخی داروها، برخی عفونت‌های دستگاه تناسلی مثل سوزاک به شرطی که موجب تنگی مجرا شود و مانع خروج شود و بیماری‌های تَب‌دار طولانی مدت که بر نطفه‌سازی تأثیر می‌گذارد علت آن است که اسپرم در بیضه در درجه حرارتی پایین‌تر از درجه حرارت بدن فعالیت پیدا کند و این حرارت بالا و طولانی مدت باعث از بین رفتن اسپرم‌ها شود.
پرکاری و کم‌کاری تیروئید هر دو از علل ناباروری به‌شمار می‌آیند، تا جایی که بهتر است در صورت مشاهده ناباروری ابتدا مشکلات تیروئید در فرد مورد بررسی قرار بگیرد.
بنابراین براساس توصیه پزشکان بررسی علل اختلالات این غده در ابتدای درمان ناباروری ضروری و با اهمیت است.
از جمله علت‌هایی که باعث ناباروری در زنان می‌شود می‌توان به این موارد اشاره کرد؛ آندومتریوز، عدم تخمک گذاری، تخمک‌های ضعیف، سندروم تخمدان پلی کیستیک، انسداد لوله‌های رحمی (فالوپ)، حساسیت به اسپرم، مشکلات بارداری غیرقابل توجیه و مشکلات بارداری مرکب که برای هر یک از این عوامل راه‌حل‌هایی وجود دارد.
آشکارترین علت اختلال در تخمک گذاری خانمها و مشکل اسپرماتوژنز آقایان هست. عواملی که باعث بروز این مشکل می‌شوند شامل هیپوگنادیسم یا اختلال عملکرد گنادها، نقص عملکرد محور هیپوتالاموس-هیپوفیز، مهار عملکرد گنادها مثل آنچه در هیپرپرولاکتینمیا دیده می‌شود.
سایر علل
- ۱ وجود انتی بادی علیه اسپرم
- ۲ اندومتریوزیس
- ۳عفونت‌های مسیر تولید اسپرم یا تحمک[۳]

## درمان
درمان به علت زمینه‌ای بستگی دارد مثلاً واریکوسل در مردان قابل جراحی است یا بالابودن پرولاکتین در زنان با داروی بروموکریپتین درمان می‌شود. در کل مواردی که گامت‌سازی انجام می‌شود قابل درمان هستند و مثلاً حتی در زنانی که به صورت مادرزادی فاقد رحم هستند ولی تخمدان سالمی دارند می‌توان با لقاح آزمایشگاهی (IVF) و کاشت جنین حاصله در رحم زن دیگری، (رحم اجاره‌ای) زوج نابارور را صاحب فرزند نمود؛ ولی در صورت عدم وجود گامت نر یا ماده امکان تولد فرزند از یاخته‌های سوماتیک بدن وجود ندارد. در این حالت از روش‌های اهدای اسپرم، تخمک یا جنین استفاده می‌شود.
تحقیقات نشان داده‌است که استفاده از PRP می‌تواند موجب بالا رفتن توان رحم برای نگهداری جنین یا به عبارتی توان لانه گزینی شود. از این رو یکی از راه‌های درمان ناباروری استفاده از PRP است.
مطالعات جدید نشان می‌دهد که مصرف هم‌زمان ویتامین‌های E و D3 سبب افزایش شانس باروری در زنان می‌شود. این مطالعه که بر روی ۱۰۰ زن مبتلا به ناباروری با علت سندرم تخمدان پلی کیستیک صورت گرفت نشان داد که اصلاح کمبود ویتامین D3، شانس لانه گزینی جنین و همچنین دوقلویی را افزایش می‌دهد.
خط اول درمان کلومیفن هست که ۷۰درصد بیماران به این درمان پاسخ می‌دهند.
نکته: بعلت ریسک سرطان تخمدان، درمان بیشتر از ۶ دوره توصیه نمی‌شود. در اینصورت کلومیفن با HCGیا جایگزینی کلومیفن با تاموکسی فن می‌باشد. خط دوم درمان HMG می‌باشد. بیمارانی که عدم تخمک گذاری به علت مشکلات هیپوتالاموس هست، استفاده از GnRH یا آن بصورت پالس درمانی تا ۳۰ درصد باعث باروری می‌شود. افزایش پرولاکتین باعث مهار ترشحGnRH و هورمونهای گناد می‌شود و در هر دوجنس می‌تواند باعث ناباروری شود. درمان در این بیماران آگونیست‌های دوپامین مانند برموکریپتین و کابرگولین هست. شایع‌ترین علت در آقایان اختلال اسپرماتوژنز می‌باشد که این بیماران تحت رژیم‌های حاوی HMG و HCGمی‌گیرند.

### نکات دارویی
- A کلومیفن باعث ترشح FSH و LHاز هیپوفیز می‌شود و از شب ۵ پریودبا دوز ۵۰ میلی‌گرم به مدت ۵ روز شروع می‌شود بیشترین عوارض کلومیفن شامل بزرگی تخمدان و گُرگرفتگی هست. سایر عوارض شامل ترمبوامبولی، کیست تخمدان، چندقلوزایی، سردرد، افسردگی، نفخ و تهوع می‌باشد.
- B در نیمه سیکل ماهیانه HCG که حاوی LH هست تجویز می‌شود که باعث القای تخمک گذاری می‌شود.
- C موقع بالابودن پرولاکتین سرم، بروموکریپتین که اگونیست گیرندهدوپامین هست تجویز می‌شود. بروموکریپتین بعلت اثر الفابلاکری باعث افت فشار خون وضعیتی می‌شود.
- D کابرگولین هم عملکرد شبیهبرموکریپتین دارد و به علت نیمه عمرطولانی ۱تا۲ بار در هفته تجویز می‌شود. کارنیتین بعلت متابولیسماسیدهای چرب، ویتامین E و C بعلت آنتی‌اکسیدانی، پردنیزولون بعلت کاهش التهاب رحمی و داکسی سایکلین یا سایر انتی بیوتیک‌ها جهت ریشه کنی عفونت بصورت کمکی تجویز می‌شوند.

## علائم اولیه ناباروری
اگر بعد از یک سال تلاش باردار نشدید ، با پزشک خود صحبت کنید. اگر 35 ساله یا بیشتر هستید ، پس از شش ماه تلاش بدون موفقیت برای باردار شدن باید به پزشک مراجعه کنید.  برخی از علائم ممکن است در شما وجود داشته باشد، بنابراین در این صورت بهتر است قبل از اقدام به بارداری تحت نظر یک پزشک متخصص قرار بگیریم. در ادامه برخی از علائم ناباروری شرح داده می شود :

##### علائم و نشانه های ناباروری
علائم و نشانه های ناباروری اغلب به سایر موارد زمینه ای مربوط می شود. به عنوان مثال ، 10 تا 15 درصد منبع مطمئن موارد کلامیدیا درمان نشده منجر به بیماری التهابی لگن می شود. PID منجر به انسداد لوله های رحمی می شود که از لقاح جلوگیری می کند.
شرایط بی شماری وجود دارد که می تواند به نازایی در زنان و مردان کمک کند. علائم و نشانه های هر یک می تواند بسیار متفاوت باشد. اگر نگران هستید ، مهم است که با پزشک خود مشورت کنید. علائم رایج ناباروری شامل موارد زیر است.

## آزمایش های ناباوری
- سونوهیستروگرافی یا سونوگرافی واژینال
- عکس رنگی رحم یا هیستروسالپنگوگرافی (hsg)
- هیستروسکوپی
- لاپاراسکوپی

## هورمون‌های گونادوتروپیک
فراودهای موجود در بازار
- HCG
- HMG
- Urofollitrophin
- Follitrophin

## نکات
از ادرار خانم باردار HCG که توسط جفت تولید می‌شود جدا می‌شود وحاوی LH می‌باشد از ادرار خانم یائسه HMG جدا می‌شود وحاوی LH و FSH می‌باشد فراودهای تجاری حاوی HCG شامل هاش سی جی و هاش سی جی هستند. فراودهای تجاری حاوی HMG شاملpergonal , menopaur و menogon هستند. از ادرارهای خانمهای یائسه Urofollitrophin گرفته می‌شود وتنها حاوی FSH هست گنال اف یاFollitrophin توسط روش نوترکیبی تولید و حاوی FSH می‌باشد. فراوده Fostimon حاوی FSH می‌باشد.

## ناباروری در ایران
تحقیقات انجام شده در کشور نشان می‌دهد که در واقع از هر ۶ زوج که تصمیم به بچه دار شدن می‌گیرند یک زوج صاحب فرزند نمی‌شود. آمارها از وجود بیش از سه میلیون زوج نابارور در ایران خبر می‌دهند. مدیرکل دفتر سلامت جمعیت و خانواده و مدارس وزارت بهداشت، درمان و آموزش پزشکی در همایش «تحولات جمعیتی ایران، فرصت‌ها و تهدیدها» با بیان مطلب فوق افزود: سال گذشته یک میلیون و ۵۳۰ هزار در کشور تولد صورت گرفت و ۲۵۰ هزار مورد سقط جنین رخ داده‌است که آمار سقط جنین روند نزولی را طی می‌کند. پیشگیری از ناباروری ثانویه در دستور کار است تا عواملی که موجب ناباروری می‌شوند رفع شده و افراد نابارور صاحب فرزند شوند.

## هزینه درمان ناباروری در ایران
روش‌های IVF و IUI در ایران برای درمان ناباروری رواج دارد که هزینهٔ انجام آن‌ها در مراکز دولتی با ۸۵٪ تخفیف نسبت به گذشته انجام می‌شود. اما در مراکز خصوصی یا مراکزی که از این قرارداد تبعیت نمی‌کنند هزینهٔ هربار انجام IVF به علاوهٔ دارو، از ۳میلیون و ۵۰۰ هزار تومان تا ۸میلیون تومان در سال ۹۶ است. هزینهٔ IUI هم بین ۴۰۰ هزار تومان تا یک میلیون تومان می‌تواند متغیر باشد. درمان ناباروری از سال 1400 در ایران تحت پوشش بیمه می باشد. و پرداخت از جیب بیماران کاهش یافته است. به گزارش ایلنا، دکتر محمدحسین صفاری ، مدیرکل بیمه سلامت استان اصفهان، در برنامه «روزنه» رادیو گفت‌وگو درمورد پوشش بیمه ناباروری در اصفهان گفت: به دنبال تأکید مقام معظم رهبری مبنی بر لزوم افزایش نسل جوان و همچنین تصویب قانون جوانی جمعیت، پوشش درمان ناباروری به خدمات بیمه سلامت و سایر بیمه‌های پایه اضافه شد. وی افزود: زوج‌های نابارور تا حداکثر ۴۹ سال تمام می‌توانند از سه دوره خدمات ناباروری تحت پوشش بیمه سلامت استفاده کنند. مدیرکل بیمه سلامت استان اصفهان اظهارکرد: در حال حاضر بیمه سلامت ۹۰ درصد تعرفه خدمات درمان ناباروی بخش دولتی را در مراکز دولتی پوشش می‌دهد و ۹۰ درصد تعرفه بخش عمومی و معادل تعرفه عمومی غیردولتی را نیز پوشش می‌دهد.